# جاكلين هيويت
جاكلين هيويت (بالإنجليزية: Jacqueline Hewitt) هي عالمة فيزياء فلكية وعالمة فلك أمريكية، ولدت في 4 سبتمبر 1958 في واشنطن العاصمة في الولايات المتحدة.